# Bewaffnete Organe der DDR
Als Bewaffnete Organe der DDR bezeichnete man die Gesamtheit der Streit- und Sicherheitskräfte der Deutschen Demokratischen Republik.

## Bestandteile
Die Bewaffneten Organe unterstanden verschiedenen Ministerien:
Dem Ministerium für Nationale Verteidigung (MfNV) unterstanden:
- Nationale Volksarmee (NVA) mit:
  - Landstreitkräften (LaSK)
  - Luftstreitkräfte der Nationalen Volksarmee (LSK)
  - Volksmarine (VM)
  - Grenztruppen der DDR (GT)
- Zivilverteidigung der DDR (ZV der DDR)

Dem Ministerium des Inneren waren unterstellt:
- Deutsche Volkspolizei (DVP)
- Volkspolizei-Bereitschaften (BePo)
- Transportpolizei (Trapo)
- Kampfgruppen der Arbeiterklasse – dem Zentralkomitee der SED unterstellt, ausgebildet durch DVP
- Kasernierte Volkspolizei (KVP) – ging 1956 in der NVA auf

Das Ministerium für Staatssicherheit (MfS) zählte insgesamt zu den bewaffneten Organen.
Dem Ministerium für Außenhandel unterstanden:
- die bewaffneten und entsprechend ausgebildeten Kräfte der Zollverwaltung.[2]

## Dienstverhältnisse der Angehörigen
Der Dienst in den Bewaffneten Organen galt als Wehrdienst, außer in den Dienstzweigen der Volkspolizei, musste jedoch auch mindestens in Dauer des Grundwehrdienstes  abgeleistet werden.
Den Angehörigen der Bewaffneten Organe stand eine überdurchschnittlich gute Bezahlung und Rentenversorgung zu. Ihnen wurden zudem auch Sondervergünstigungen gewährt.
In der Regel enthielten die Dienstbezüge der Angehörigen der bewaffneten Organe Vergütungen je nach Dienstgrad, Dienststellung und Dienstalter.
Der deutsche Steuerzahler finanziert die Zusatzrenten der ehemaligen Mitglieder der „Bewaffneten Organe“ der DDR mit jährlich 1,5 Milliarden Euro (Stand 2007, ansteigend). Im Bundeshaushalt 2016 sind fast 2 Milliarden Euro für die Sonderversorgungssysteme vorgesehen.

## Herkunft und Verwendung des Begriffs
Der Begriff war wie die darin abgebildete organisatorische Verflechtung von Nachrichtendiensten, Polizei und Militär dem sowjetischen Vorbild nachempfunden. Dort war die Bezeichnung für die Bewaffnenten Organe Вооружённые силы СССР, Wooruschjonnyje sily SSSR und umfasste die Sowjetarmee mit den fünf Teilstreitkräften Landstreitkräfte, Strategische Raketentruppen,  Luftstreitkräfte, Luftverteidigung und Zivilverteidigung sowie die Seekriegsflotte, die Rückwärtigen Dienste, die Grenztruppen und die Inneren Truppen, bedingt auch die Miliz und die DOSAAF. Auch wenn der Begriff somit offiziell die Gesamtheit der für die Landesverteidigung und die innere Ordnung eingesetzten und mit Waffen ausgerüsteten Kräfte umfasste, wurde er umgangssprachlich zumeist nur auf die NVA bezogen angewandt.

## Trivia
Die Gesellschaft für Sport und Technik (GST) war eine paramilitärische Massenorganisation der DDR, gebildet 1952 zur vormilitärischen Ausbildung für den „Schutz der Heimat“. Sie war nicht für Kampfeinsätze vorgesehen und ist daher nur bedingt zu den Bewaffneten Organen der DDR zu zählen.